# Novofedorivka, Petrove
Novofedorivka (în ucraineană Новофедорівка) este un sat în comuna Iskrivka din raionul Petrove, regiunea Kirovohrad, Ucraina.

## Demografie
Componența lingvistică a localității Novofedorivka
     Ucraineană (93,33%)
     Rusă (5%)
     Belarusă (1,67%)
Conform recensământului din 2001, majoritatea populației localității Novofedorivka era vorbitoare de ucraineană (93,33%), existând în minoritate și vorbitori de rusă (5%) și belarusă (1,67%).